# Ermita de la Verge de Gràcia (Pina)
L'Ermita de la Verge de Gràcia, de Pina, a la comarca de l'Alt Palància, és una ermita  catòlica, catalogada com a Bé de Rellevància Local, amb codi identificatiu: 12.07.090-006 segons dades de la Direcció General de Patrimoni Artístic de la Generalitat Valenciana.
L'ermita està situada en una elevació als afores de la població, a un quilòmetre aproximadament, envoltada de camps de conreu, a la zona que es coneix com a Foia de les Vinyes. Per accedir-hi cal prendre l'anomenat Camí de les Vinyes, que deixa d'estar asfaltat poc abans d'arribar a l'ermita.

## Història
L'ermita es va construir en diferents fases, la primera va començar cap al segle xiv, que és quan s'erigeix la capella originària que va ampliar-se més tard, ben entrat el segle xvi. Al segle xvii es fan les obres que afegeixen el pòrtic en el  costat de l'epístola. També en aquest segle es va construir el cor, que ha desaparegut totalment. Amb els anys fou abandonada i l'edifici es va deteriorar fins a fer-ne necessària la restauració, que es va dur a terme, finalment, l'any 1995.

## Descripció
És una ermita dedicada a la patrona de Pina, la Mare de Déu de Gràcia. Té planta rectangular d'una sola nau dividida en cinc  crugies separades per  arcs diafragmàtics que serveixen també per sostenir la coberta interior de fusta. Les mides són 20 metres de llarg i 7 d'ample, més els 3 que mesura el porxo lateral.
A l'interior hi ha un altar d'obra que situat en la testera o capçalera, i que està elevat sobre dues grades o esglaons. L'altar és presidit per una imatge de la Mare de Déu que no és original, ja que aquesta es guarda a l'Església Parroquial del Salvador.
Externament els primers murs d'aquesta ermita es van fer a Tàpia (dels quals, actualment, només queden els de la part alta de l'evangeli) i daten del segle xiv, mentre que en l'ampliació del segle xvi s'utilitza la fàbrica de Maçoneria, que reforçarà les cantonades amb carreu.
Actualment les parets de l'ermita estan blanquejades i a sobre hi ha col·loca una coberta a dues aigües rematada per teules que es perllonguen en el costat de l'epístola per cobrir l'annex que es va fer durant el segle xvi. En l'annex s'hi va obrir una porta d'accés (que presenta llinda i és de fusta) i està precedit per una galeria o pòrtic que se sustenta sobre columnes amb capitell que es recolzen sobre un muret de pedra. En aquest porxo hi ha un banc que serveix perquè els viatgers puguin refugiar-s'hi.
L'ermita es completa amb la presència, als seus peus, d'una espadanya petita i per a una sola campana, situada pròxima a la testera però lleugerament a l'esquerra. A sota s'hi obre una finestra de forma de mig punt.